# Џон Макејн
Џон Сидни Макејн (енгл. John Sidney McCain; Коко Соло, Панама, 29. август 1936 — 25. август 2018) био је амерички политичар и сенатор из Аризоне. Макејн је био кандидат Републиканске странке на председничким изборима у САД у новембру 2008. године заједно са Саром Пејлин, међутим изборе је изгубио од Барака Обаме.

## Биографија
Џон Макејн је рођен у традиционалној породици америчких морнаричких официра. Његов деда и отац били морнарички адмирали САД. Мајка му је била члан породице која је пословала са нафтом, и живела је 108 година. Под утицајем војне традиције у породици Макејн се определио за војну каријеру, па се након завршене средње школе уписао на Морнаричку академију САД на којој је дипломирао 1959. године.
Затим одлази у војску и учествује у Вијетнамском рату као пилот. Његов авион оборен је у акцији изнад Ханоја 26. октобра 1967, где је заробљен. У вијетнамском заробљеништву провео је шест година где је био и мучен. Ослобођен је 1973. године, а 1981. напустио је ратну морнарицу и са неколико високих одликовања пензионисан је са чином капетана бојног брода.
Џон Макејн се два пута женио. Имао је четворо деце и троје усвојене. Написао је више књига, а једна од њих је мемоарска проза.

## Политичка каријера
Након војне каријере Макејн се 1982. опредељује за политичку каријеру и приступа Републиканској странци. Исте године изабран је за представника Аризоне у Заступничком дому Конгреса САД, где проводи два мандата. Године 1986, изабран је за сенатора САД. Као сенатор председао је на више сенатских одбора, међу њима и за трговину, науку и транспорт.
Године 2000, постао је кандидат Републиканске странке за председника САД, али га је поразио будући председник Џорџ В. Буш.
Бивши конгресмен из Њујорка Џозеф Диогарди тврдио је да је Џон Макејн као њихов лобиста учинио све што је од њега затражила Албанско-америчка грађанска лига укључујући и наоружавање ОВК.

## Смрт
Преминуо је 25. августа 2018. године у Корнвилу од последица рака у 81. години живота.